# Mimoun Ben Ali
Mimoun Ben Ali (Farkhana, 7 luglio 1935 – 2001) è stato un pugile spagnolo, di etnia marocchina, tre volte Campione europeo dei pesi gallo ed avversario di vari pugili italiani, tra i quali i campioni mondiali ed europei Mario D'Agata, Salvatore Burruni, Piero Rollo, Tommaso Galli e Franco Zurlo.

## Carriera

### Da dilettante
Pugile mancino e non udente, era in possesso della cittadinanza spagnola essendo nato in un territorio che, sino al 1956,  era il Marocco spagnolo. Combatte solo tredici match, come dilettante, ottenendo undici vittorie e solo due sconfitte.

### Da professionista
In Italia è ricordato per aver affrontato più volte i pugili italiani e, in alcuni casi, con esito a lui favorevole.
Dopo l'esordio a Melilla, nel 1955, si trasferisce a Barcellona. Nel 1957 strappa un pari in casa del cremonese Aristide Pozzali, già Campione d'Italia e sfidante al titolo europeo dei mosca.
Il 13 settembre 1958, a Cagliari, combatte contro Mario D'Agata Campione europeo in carica ed ex Campione del Mondo dei pesi gallo in un match senza il titolo in palio. D'Agata prevale ai punti in dieci riprese. Domina per alcuni anni sui ring spagnoli, conquistando due volte il titolo nazionale dei gallo, a partire dal 1960 e difendendolo vittoriosamente quattro.
Il 30 giugno 1962 Mimoun Ben Ali scende di categoria per affrontare il campione europeo dei pesi mosca Salvatore Burruni. L'ispano-marocchino perde ai punti in quindici riprese sul ring di Saint-Vincent.
Nel frattempo il titolo europeo dei gallo è finito nei guantoni di Piero Rollo che il 19 luglio 1963 lo mette in palio contro lo spagnolo. Nella Plaza de Toros di Madrid  Mimoun Ben Alì conquista per la prima volta, ai punti, la cintura europea. Il successivo pari che impone all'avversario a Sanremo gli consente di mantenere il titolo europeo. 
Ben Ali perde il titolo, alla seconda difesa, con il finlandese Risto Lukkonen ma poi lo riconquista il 4 febbraio 1965 a spese del francese Pierre Vetroff, a Barcellona, ai punti. 
Il 19 agosto 1965 al Teatro Ariston di Sanremo, l'ancora imbattuto Tommaso Galli lo sconfigge ai punti, costringendolo a cedere la cintura di campione europeo. Poi, il 17 giugno 1966, nella Plaza de Toros di Barcellona, Galli concede la rivincita a Mimoun Ben Ali. Lo spagnolo, fatto tesoro della precedente sconfitta, adotta una tattica che non dà spazio alla capacità tecnica del detentore. Il romano subisce così la sua prima sconfitta, ai punti e Ben Ali conquista per la terza volta il titolo europeo.
Lo spagnolo difende due volte vittoriosamente la cintura europea, contro il connazionale José Arranz e il britannico Alan Rudkin, vincendo in entrambi i casi ai punti. Si reca poi a Bangkok per affrontare il Campione del Mondo dei mosca Chartchai Chionoi, senza titolo in palio. Il terribile thailandese lo punisce per Ko alla quarta ripresa.
Il 10 gennaio 1968, a Napoli, incrocia nuovamente i guantoni con l'ex Campione europeo e mondiale dei pesi mosca Salvatore Burruni, passato anche lui alla categoria superiore. Per Ben Ali, non c'è niente da fare e, nonostante l'encomiabile impegno, perde ai punti in quindici riprese.
Il 17 dicembre 1969 tenta nuovamente di conquistare la cintura europea dei pesi gallo, vacante per il ritiro di Burruni dal pugilato. Sul ring di Taurianova è sconfitto ai punti in 15 riprese dal brindisino Franco Zurlo. Dopo tale sconfitta, lo spagnolo, a trentaquattro anni, si ritira dal pugilato.